# دانشگاه مارشال
دانشگاه مارشال (به انگلیسی: Marshall University) یک دانشگاه عمومی، مختلط است که در «هانتینگتون» ایالت «وست ویرجینیا» قرار دارد.
در ابتدا یعنی در سال ۱۸۳۷ به عنوان یک مدرسه خصوصی (پیش دانشگاهی) تأسیس گردید، سپس در سال ۱۸۳۸ توسط قوه قانونگذاری شهر ویرجینا به «آکادمی مارشال» تغییر نام یافت و این در حالی بود که کماکان اکثر آموزش‌های آن برای دوره‌های پیش دانشگاهی بود.
سپس در سال ۱۸۵۸ مجدداً توسط قوه قانونگذاری شهر، تبدیل به «کالج مارشال» گردید. و سپس به علت جنگهای داخلی موسسه تا سال ۱۸۶۰ تعطیل گردید.

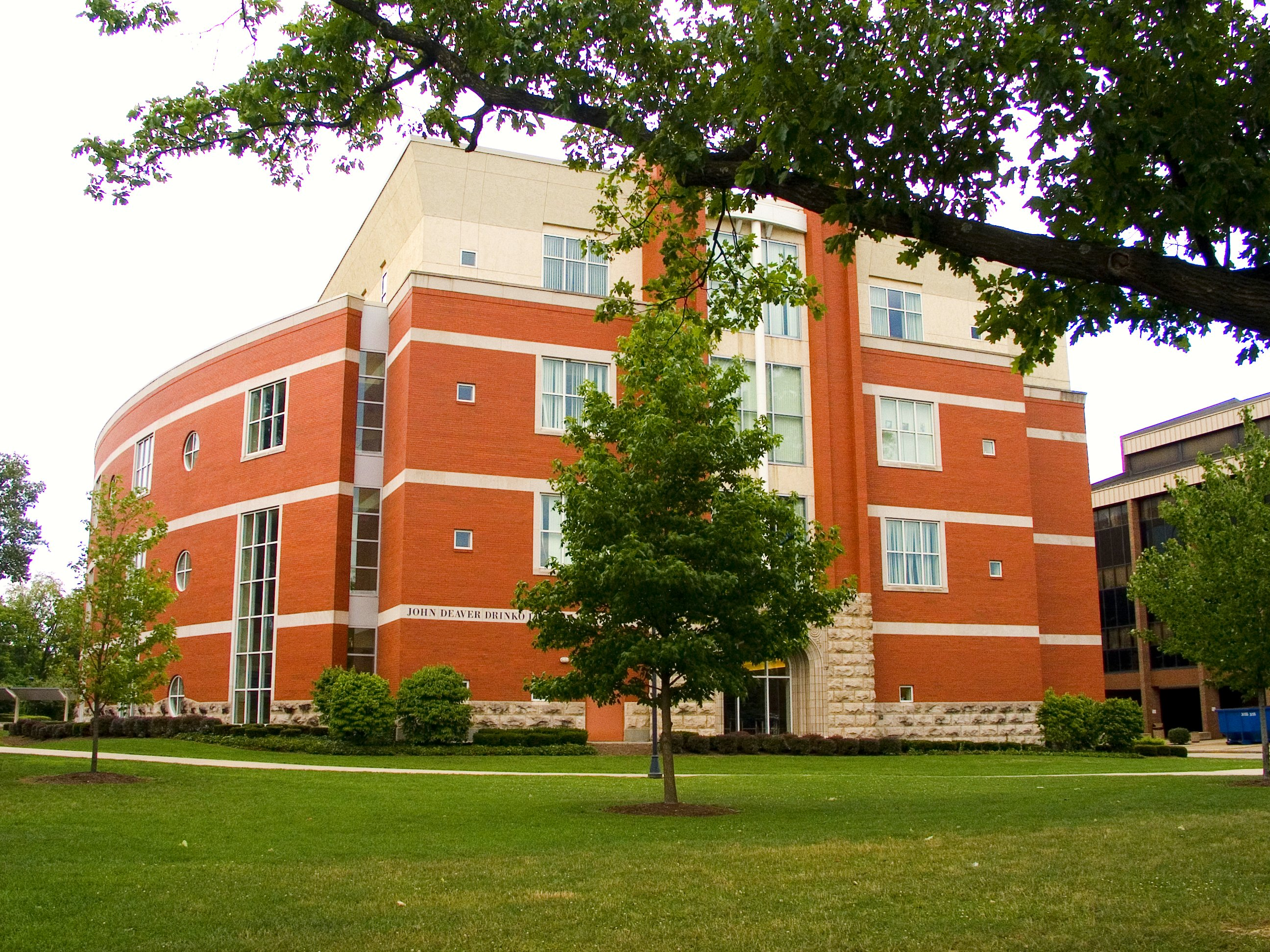
کتابخانه دانشگاه